# کراش باندیکوت (بازی ویدئویی)
کراش باندیکوت (به انگلیسی: Crash Bandicoot) یک بازی ویدئویی در سبک سکوبازی و عنوان نخستین قسمت از مجموعه بازی‌های کراش باندیکوت است که توسط شرکت ناتی داگ و در سال ۱۹۹۶ عرضه شد. این بازی توسط ویوندی یونیورسال استودیو، برای نخستین بار در ۳۱ اوت ۱۹۹۶ و برای کنسول پلی‌استیشن منتشر شد و سونی کامپیوتر انترتینمنت آن را در محدوده شبکهٔ توزیع خود قرار داد. این بازی که با نام کراش باندیکوت ۱ نیز شناخته می‌شود، آغازگر سری بازی‌هایی بود که برای شرکت سونی، بسیار حائز اهمیت و استراتژیک بود. نسخه بازسازی شده این بازی در مجموعه بازی کراش باندیکوت سه‌گانه احمقانه گنجانده شده است.

گیم‌پلی بازی کراش باندیکوت. در این بازی، بازیباز با جمع‌آوری «میوه‌های وامپا» از طریق جمع‌آوری عادی یا با شکستن جعبه‌ها می‌تواند آن‌ها را جمع‌آوری کند. با جمع‌آوری هر ۱۰۰ میوه، بازیباز موفق به کسب یک واحد زندگی (جان) می‌شود.

گیم‌پلی این بازی، از مجموعه‌ای از حرکات سریع و پرجنب‌وجوش از جانب شخصیت اصلی داستان یعنی کراش باندیکوت و دوستان او تشکیل می‌شود که می‌بایست بازی را به شکل مرحله به مرحله به پیش برده و با دشمنان و هماوردان، که رئیس آخرهای هر مرحله هستند مبارزه کند. داستان همیشگی بازی، درگیری‌های میان کراش باندیکوت و دکتر نئو کورتکس است.
این بازی با فروشی معادل ۶٫۸ میلیون نسخه در سطح جهانی، هشتمین بازی پرفروش تاریخ پلی‌استیشن در تمام دوران‌ها شد.
| گردآورنده  | امتیاز |
| ---------- | ------ |
| گیم‌رنکینگز | ۸۰٫۴۰٪ |

| ناشر                    | امتیاز |
| ----------------------- | ------ |
| الکترونیک گیمینگ مانثلی | ۸٫۳/۱۰ |
| گیم اینفورمر            | ۹/۱۰   |
| گیم‌پرو                  | ۴٫۵/۵  |
| گیم رولیشن              | B      |
| گیم‌اسپات                | ۶٫۸/۱۰ |
| آی‌جی‌ان                  | ۷٫۵/۱۰ |
| Gaming Target           | ۹٫۳/۱۰ |